# 2498 Tsesevich
A 2498 Tsesevich (ideiglenes jelöléssel 1977 QM3) a Naprendszer kisbolygóövében található aszteroida. Nyikolaj Sztyepanovics Csernih fedezte fel 1977. augusztus 23-án.